# امرزاکر
امرزاکر (به آلمانی: Emersacker) یک شهر در آلمان است که در آوگسبورگ واقع شده‌است.